# Biotodoma wavrini
Biotodoma wavrini es una especie de peces de la familia Cichlidae en el orden Perciformes.

## Morfología
Los machos pueden llegar alcanzar los 10 cm de longitud total.

## Hábitat
Es una especie de clima tropical entre 26 °C-30 °C de temperatura.

## Distribución geográfica
Se encuentran en Sudamérica:  cuenca del río Negro en Brasil y Venezuela, y cuenca del río Orinoco en Colombia y Venezuela.